# 一色屋
株式会社一色屋（いっしきや）は、蒲郡に本社を置くえびせんべいの製造企業である。

## 概要
- いかちびなどのえびせんべいを主に製造、販売している。

## 沿革
１９３７年創業

## 事業所
- 本社
- えびせん工房
- ラグーナ蒲郡店

愛知県蒲郡市松原町4-21
愛知県蒲郡市清田町上大内33-1
愛知県蒲郡市海陽町2-2

## 製品
- いかちび